# Chevvoor
Chevvoor é uma vila no distrito de Thrissur, no estado indiano de Kerala.

## Demografia
Segundo o censo de 2001]], Chevvoor tinha uma população de 17 373 habitantes. Os indivíduos do sexo masculino constituem 48% da população e os do sexo feminino 52%. Chevvoor tem uma taxa de literacia de 84%, superior à média nacional de 59,5%; a literacia no sexo masculino é de 86% e no sexo feminino é de 82%. 11% da população está abaixo dos 6 anos de idade.